# Національний мистецький фестиваль «Кропивницький»

Логотип фестивалю

Націона́льний мисте́цький фестива́ль «Кропивни́цький» або Kropfest — всеукраїнське масове святкове дійство, яке включає огляд і демонстрацію досягнень у певних видах мистецтва, таких як музика, театр, кіно, література тощо, і проводиться у місті Кропивницький, починаючи з 2017 року. Фестиваль був названий в честь корифея українського театру – Марка Кропивницького.  Головна мета фестивалю — об'єднання різних напрямків мистецтв через створення спільного мистецького простору.
Перший фестиваль було організовано Міністерством культури України за підтримки Кіровоградської обласної державної адміністрації, Кіровоградської обласної ради та міської ради. Ініціатором виступив народний депутат України Олександр Горбунов, а спонсорами заходу були телеканал ICTV та радіостанція Країна ФМ. Фестиваль відбувся у період з 29 серпня по 3 вересня 2017 року і проходив на різноманітних тематичних мистецьких локаціях в історичній частині міста.
Після успішного завершення фестивалю було анонсовано його проведення в аналогічному форматі й на постійній основі. Другий такий стартував 29 серпня 2018 року. На його організацію передбачено з Державного бюджету коштів на суму 7,5 млн гривень.

## Фестиваль 2017

### Театр
У рамках демонстрації театрального мистецтва на малій та великій сценах Кіровоградського академічного обласного українського музично-драматичного театру імені Марка Кропивницького та у залі Кіровоградської обласної філармонії були поставлені вистави Івано-Франківського обласного музично-драматичного театру імені Івана Франка («Нація», режисер — Ростислав Держипільський), Луганського обласного академічного українського музично-драматичного театру («Пошились у дурні», режисер — Євген Мерзляков), театру «Дах» (музична формація «NOVA OPERA», режисер — Владислав Троїцький), Львівського академічного духовного театру «Воскресіння» («Іфігенія в Авліді», «Вишневий сад», «Сни за Кобзарем», режисер — Ярослав Федоришин), Сумського обласного академічного театру драми та музичної комедії імені Михайла Щепкіна («Хто винен?», режисер — Антон Меженін), Кіровоградського академічного обласного українського музично-драматичного театру імені Марка Кропивницького («Хазяїн», режисер — Євген Курман), театральної лабораторії «Театр на Чайній» («Дивна вистава», режисер — Олександр Онищенко), Національного академічного українського драматичного театру імені Марії Заньковецької («Катерина», режисер — Богдан Ревкевич), Київського академічного Молодого театру («Загадкові варіації», режисер — Андрій Білоус), незалежного театру «PostPlayТеатр» («Чорний сніг», режисер — Ден та Яна Гуменні), Київського експериментального театру «Золоті ворота» («Слава Героям», режисер — Стас Жирков; «Украдене щастя», режисер — Іван Уривський), Херсонського обласного академічного музично-драматичного театру імені Миколи Куліша («Баба Пріся, або на початку і наприкінці років» за п'єсою Павла Ар'є), авторського театру «Київ модерн-балет» («Вгору по річці», режисер — Раду Поклітару), Національного академічного драматичного театру імені Івана Франка («Три товариші», режисер — Юрій Одинокий) та Театру переселенця («Йди», «Товар», режисер — Євгенія Відіщева).

### Музика
У рамках музичного мистецтва на площі Героїв Майдану, у парку «Ковалівський» та в Кіровоградській обласній філармонії дали свої концерти музиканти та творчі об'єднання з Харкова, Донецька, Львова та Києва, серед яких: Kharkov Guitar Quartet, дует «Duo Sonoro», Sed Contra Ensemble, Collegium Musicum Lviv, ансамбль «Дивина», TaRuta, ЩАБЛЯ, LUIKU, Kozak System, АтмАсфера, Vivienne Mort, Navkolo Kola, Перкалаба, Друга Ріка, Katya Chilly Group 432Гц, Без обмежень, Крихітка, Жадан і Собаки, Сестри Тельнюк, Арсен Мірзоян та інші.

### Поезія
У рамках літературної програми, яка мала назву «Поетичний марафон», у Центральноукраїнському державному педагогічному університеті виступили сучасні поети та поетеси з різних куточків країни, як-от: Сергій Жадан, Анатолій Кичинський, Герасим'юк Олена, Наталія Бельченко, Богдан-Олег Горобчук, Елла Євтушенко, Сергій Злючий, Павло Коробчук, Олександр Косенко, Олег Коцарев, Галина Крук, Дмитро Лазуткін, Василь Левицький, Анна Малігон, Юрій Матевощук, Юрій Островершенко, Артем Полежака, Кирило Поліщук, Ірина Цілик та інші.

### Візуальне мистецтво
У парку «Ковалівський», який став арт-майданчиком протягом шести днів проведення фестивалю, були представлені роботи провідних сучасних українських художників, серед яких: скульптурні об'єкти Віктора Сидоренка та Марії Куликовської, інсталяції Степана Рябченка, Олексія Сая, Антона Логова, інтерактивні об'єкти Олекси Фурдіяки та перфоманс від Ути Кільтер.

### Кіно
У рамках кінопрограми для жителів та гостей міста було здійснено показ художнього фільму «Правило бою», ігрового фільму «Дві сім'ї», відреставрованого фільму «Земля» та документальних фільмів «Тарас Шевченко. IDентифікація» та «Міф».

## Фестиваль 2018

### Літературна толока
З 31 серпня по 2 вересня будуть проведені літературні зустрічі та книжковий ярмарок. Планується представити 18 українських видавництв, серед відомих «Час майстрів», «Кліо», «Видавництво Старого Лева», «Видавничий центр „Академія“», «Карпатська вежа» та багато інших.